# Миронов Василь Петрович
Василь Петрович Миронов (16 січня 1925, Дубасово, тепер Пензенська область, Російська Федерація — 11 червня 1988, Москва) — радянський партійний діяч, перший секретар Донецького обкому партії, голова Донецького міськвиконкому. Член ЦК КПУ в 1976—1988 р. Кандидат у члени Політбюро ЦК КПУ у квітні 1983 — березні 1984 року. Член Політбюро ЦК КПУ у березні 1984 — червні 1988 року. Депутат Верховної Ради УРСР 8—10-го скликань. Депутат Верховної Ради СРСР 11-го скликання. Член ЦК КПРС у 1986—1988 р.

## Біографія
Народився 16 січня 1925 року в селі Дубасово (тепер Пензенської області Росії) в селянській родині. У 1929 році родина переїхала в Сталіно.
Трудову діяльність розпочав у жовтні 1943 року слюсарем на Сталінському заводі металоконструкцій. Закінчив Сталінський гірничо-будівельний технікум.
З 1947 року на комсомольській роботі: інструктор, завідувач відділу районного комітету ЛКСМУ, завідувач відділу Сталінського міського комітету ЛКСМУ, 2-й, 1-й секретар Сталінського міського комітету ЛКСМУ.
Член ВКП(б) з 1949 року.
З 1955 року на партійній роботі: парторг ЦК КПРС шахти № 17—17-біс, заступник начальника шахтоуправління № 17—17-біс тресту «Рутченківвугілля» Сталінської області.
Освіта вища. У 1960 році закінчив Вищі інженерні курси при Донецькому політехнічному інституті.
У 1960—1961 роках — 1-й секретар Кіровського районного комітету КПУ міста Сталіно.
У березні 1961 — 1976 року — голова виконавчого комітету Донецької міської ради депутатів трудящих.
У 1976 — липні 1982 року — 1-й секретар Донецького міського комітету КПУ.
6 липня — 29 жовтня 1982 року — голова виконавчого комітету Донецької обласної ради народних депутатів.
З 29 жовтня 1982 року і до смерті 11 червня 1988 року — 1-й секретар Донецького обласного комітету КПУ.
Помер у Москві 11 червня 1988 року після важкої хвороби. Похований у Донецьку.

## Нагороди та відзнаки
- три ордени Леніна
- орден Трудового Червоного Прапора
- орден Жовтневої Революції
- орден «Знак Пошани»
- медалі
- Почесна грамота Президії Верховної Ради Української РСР (28.08.1969)
- лауреат Державної премії СРСР (1978)

## Пам'ять

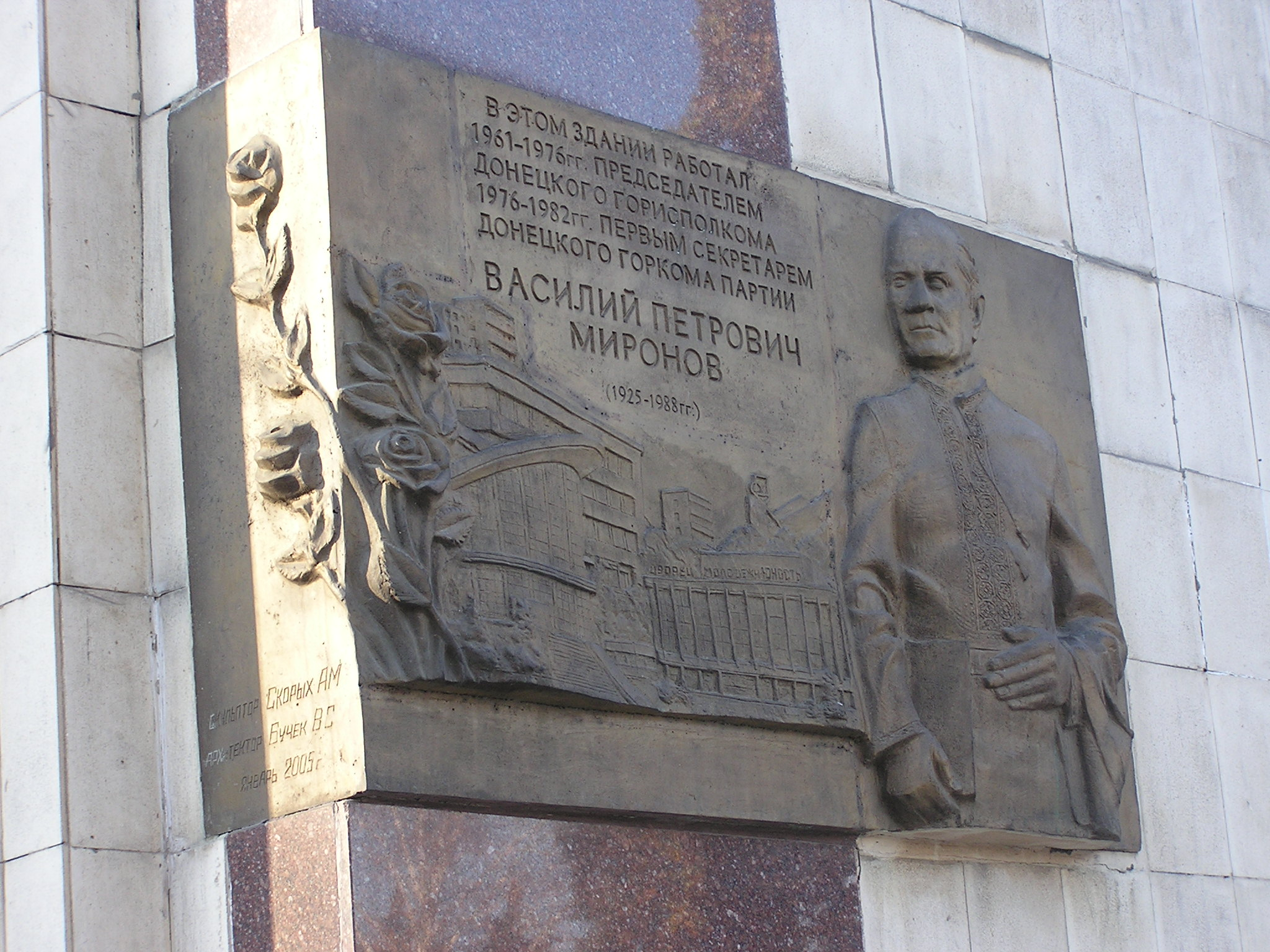
меморіальна дошка

У січні 2005 року на будівлі Донецького міськвиконкому встановили меморіальну дошку на честь Василя Петровича (скульптор О. М. Скорих, архітектор В. Бучек).

## Твори
- Миронов В. П. Город, в котором мы живём. — Донецк: Донбасс, 1973. — С. 104. — 25000 экз.
- Миронов В. П. Город, в котором мы живём. — Донецк: Донбасс, 1977. — С. 128. — 25000 экз.